# 이와키 다카노리 (자작)
이와키 다카노리(岩城隆徳, 1890년~1979년)는 다이쇼, 쇼와 시대의 정치인, 기업인, 화족(귀족원 자작의원)이다. 옛 이름은 아오야마 유키노리(青山幸徳), 이와키 유키노리(岩城幸徳)이다.
아오야마 유키요시 자작의 5남으로 태어났고 이와키 다카쿠니 자작의 양자로 입적하게 된다. 1911년 양부 다카쿠니 사후 동년 4월 21일 이와키 자작가의 작위를 습작하였고 이름을 유키노리에서 다카노리로 개명하였다.
| 전임 이와키 다카쿠니 | 제4대 (가메다)이와키 자작가 당주 1911년~1947년 | 후임 화족제도폐지 |